# Kraken (geluid)
Een krakend geluid is een geluid dat bestaat uit zeer korte pulsen geluid, met daartussen relatief lange stiltes. Met een krakend geluid kan zowel gedoeld worden op geluid dat zelf "krakend" is, alwel op een verstoring in een ander geluid.
Zelf krakende geluiden kunnen op velerlij manieren ontstaan. Een manier is dat de weerstand van schuivende of glijdende materialen repeterend opgebouwd en weer overwonnen wordt, waardoor een object niet vloeiend, maar in schokjes beweegt. Dit is onder andere het geval bij:
- krakend hout, waarbij de interne weerstand overwonnen wordt;
- een deur die kraakt of piept.

Ook bij het overspringen van een elektrische vonk is soms een kraak hoorbaar, doordat de lucht afwisselend geleidend en isolerend werkt. Zo is bij het inslaan van de bliksem van dichtbij een kraak te horen, nog voordat de eigenlijke hoofdontlading overslaat. Dit is dus een ander geluid dan de donder.
Kraken kan omgekeerd ook veroorzaakt worden door een pulserende onderbreking van het geluid:
- als er tussen de geluidsbron en de speakers van een geluidsinstallatie iets mis is, zoals kabelbreuk;
- als het weergegeven geluid te hard is opgenomen of verkeerd is gemasterd. Er treedt dan oversturing op;
- bij een slechte ontvangst van een radiozender (zoals o.a. GSM's) kan de verbinding deels wegvallen;
- vinylplaten slijten vrij snel, en gaan na verloop van tijd 'tikken en kraken' bij het afspelen op een platenspeler of draaitafel;
- bij een stevig bekraste cd kan soms de errorcorrectie niet meer voldoende informatie verbeteren, waardoor een sector geen of verkeerd geluid produceert. Als dit een keer gebeurt, is dit te horen als een tik of bliep, en bij meerdere keren direct achter elkaar als gekras of gekraak.